# Idlidlja
Idlidlja (Russisch: Идлидля) is een klein onbewoond Russisch eiland in de Tsjoektsjenzee op 2 kilometer ten noorden van de oostelijke schoorwal (Nesjkanschiereiland) rond de Neskenpilgynlagune ten noorden van het Tsjoektsjenschiereiland. Het eiland heeft een lengte van slechts 1 kilometer en loopt op tot 21 meter. Bestuurlijk maakt het deel uit van het district Tsjoekotski van de autonome okroeg Tsjoekotka. Ten zuidoosten van het eiland ligt het Tsjoektsjendorpje Nesjkan op de schoorwal.
In 1881 werd door de bemanning van het Amerikaanse schip Corwin een voedselopslagplaats gebouwd op het eiland tijdens hun zoektocht naar het gezonken Amerikaanse schip Jeanette, waarbij 6 overwinteraars werden achtergelaten onder leiding van marineofficier Charles F. Putnam. Putnam vertrok in de winter van 1882 met hondesleden om de bemanning van het gezonken schip USS Rodgers te assisteren met voedselvoorraden, maar kwam daarbij om het leven in de Lavrentiabaai.
In oktober 2004 raakte door een olieramp de hele kust tussen het Nesjkanschiereiland en het eiland besmet met olie. Tsjoektsjische jagers vonden meer dan 700 met olie besmeurde vogels.